# Antriebsmethoden für die Raumfahrt

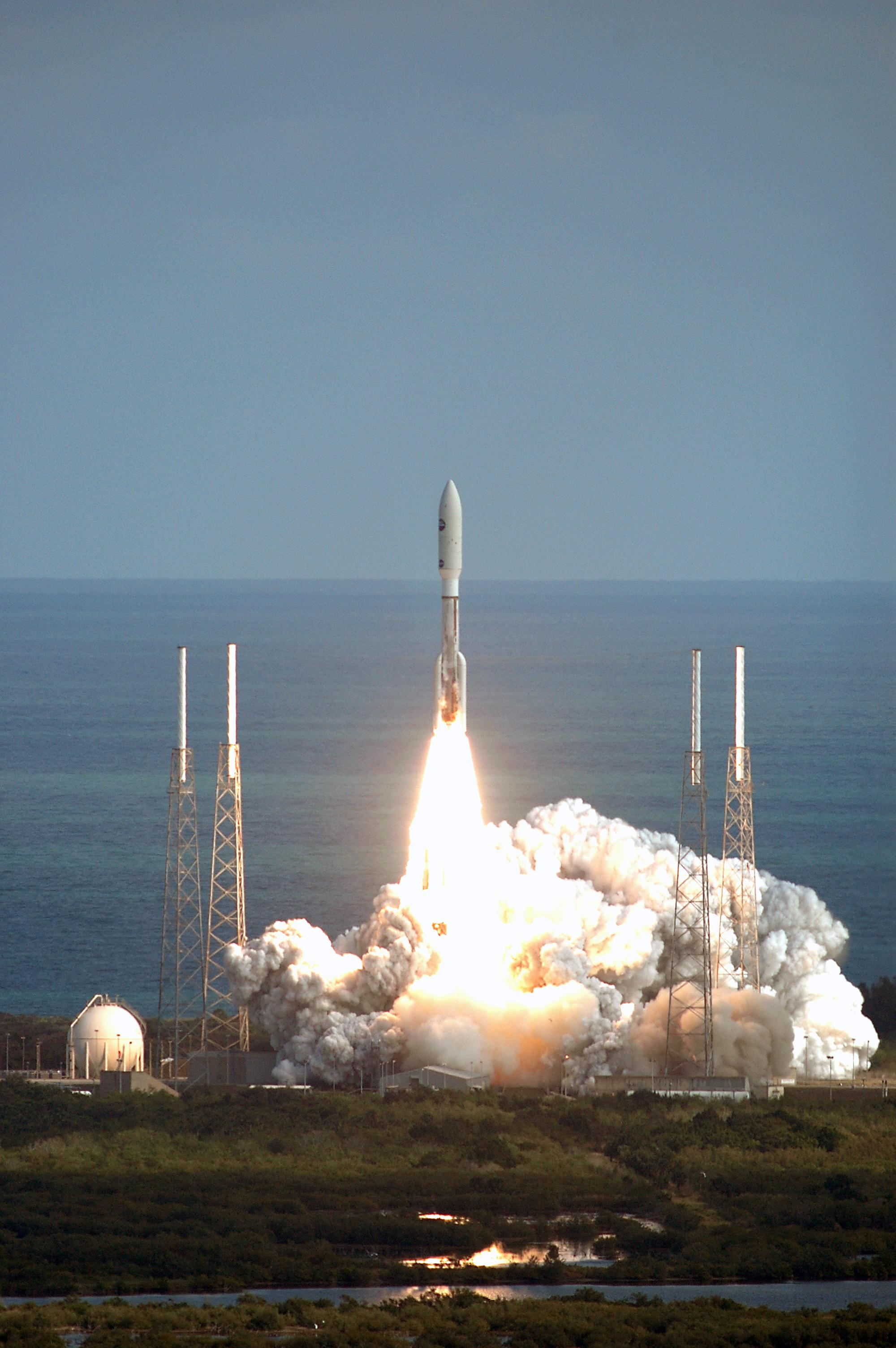
Start der Atlas V 551 mit New Horizons an Bord mit chemischem Raketenantrieb. Ein RD-180 und fünf Feststoffbooster.

Antriebsmethoden für die Raumfahrt sind Techniken zur Geschwindigkeitsänderung von Flugkörpern (wie Raumfahrzeugen) zum Erreichen des Weltraums und/oder zum Flug im Weltraum. Es existieren sehr viele verschiedene Varianten mit zahlreichen Vor- und Nachteilen sowie mit sehr unterschiedlichen technischen Reifegraden. Darunter technisch nahezu ausgereifte, in der Entwicklung befindliche und nur theoretisch vorgeschlagene bzw. simulierte Methoden. Das Fachgebiet ist Schauplatz aktueller Forschung sowie zahlreicher populärwissenschaftlicher Spekulationen.
Das Ziel einer Antriebsmethode ist die Bereitstellung von delta v, das heißt Geschwindigkeitsänderung des Raumfahrzeugs. Da in der Raumfahrt sehr große Distanzen überbrückt werden müssen, sollte auch die Geschwindigkeit des Raumschiffes sehr groß sein und somit auch der spezifische Impuls der Antriebsmethode. Zudem sollte eine Antriebsmethode auch erhebliche Beschleunigungskraft erzeugen, um die Reisezeit so kurz wie möglich zu halten. Dies ist besonders bei bemannten Missionen wichtig.
Antriebsmethoden sind unter anderem die Antriebssysteme. Bei den heute verwendeten Antriebssystemen handelt es sich ausschließlich um Rückstoßantriebe im Rahmen des dritten Newtonschen Axioms. Von diesen in der Praxis befindlichen Raketenantrieben sind die häufigsten die chemischen Antriebe (Wärmekraftmaschinen mit Verbrennung), worunter die Feststoff- und Flüssigkeitstriebwerke fallen. Es gibt in der Gruppe der Raketentriebwerke auch elektrische und nukleare Varianten sowie Ausführungen mit Kaltgas.
Mitunter können auch spezielle Flugmanöver eingesetzt werden, um ein Raumfahrzeug zu beschleunigen oder seine Flugbahn in eine bestimmte Richtung zu lenken, z. B. ein Swing-By-Manöver.
Im folgenden Übersichtsartikel werden im Bereich der Antriebssysteme als Alternativkonzepte zu den Raketenantrieben Start- und Abschussmechanismen, Methoden ohne Treibstoffbedarf sowie theoretische Methoden der Antriebssysteme behandelt.
Neben den Hauptantriebssystemen zum Beschleunigen des gesamten Raumfahrzeugs werden kleine Triebwerke auch zum Manövrieren und zur Lageregelung eingesetzt.

## Notwendigkeit
Um eine stabile Umlaufbahn um die Erde, oder einen anderen Körper, einzunehmen, ist das Erreichen der ersten kosmischen Geschwindigkeit notwendig. Körper im All selbst bewegen sich auf Keplerbahnen. Um den Orbit eines Körpers zu ändern, ist eine Geschwindigkeitsänderung nötig. Dieses {\displaystyle \Delta v} muss gemäß der Ziolkowski-Gleichung vom Antrieb eines Raumfahrzeugs erreicht werden:
{\displaystyle \Delta v=v_{\text{e}}\ln {\frac {m_{0}}{m_{1}}}}
Dabei ist {\displaystyle \Delta v} die Geschwindigkeitsänderung, {\displaystyle v_{\text{e}}} die effektive Ausströmgeschwindigkeit, {\displaystyle m_{0}} die Startmasse und {\displaystyle m_{1}} die Brennschlussmasse. Die effektive Ausströmgeschwindigkeit ergibt sich aus dem gewichtsspezifischen Impuls {\displaystyle I_{\text{sp}}}:
{\displaystyle v_{\text{e}}=I_{\text{sp}}\cdot g_{0}}
Dabei ist {\displaystyle g_{0}} die Fallbeschleunigung der Erde.
Da zum Erreichen eines Zieles in der Regel das mehrmalige Wechseln der Umlaufbahn nötig ist, kann ein so genannter delta-v-Bedarf definiert werden, der die Summe aller Geschwindigkeitsänderungen darstellt, die der Antrieb des Raumfahrzeugs erreichen muss, um zum Ziel zu gelangen. Wie aus den Formeln ersichtlich ist, sollte der, vom Treibstoff abhängige, spezifische Impuls möglichst groß sein, um den Anteil des Treibstoffs an der Startmasse möglichst klein halten zu können.
Ist das Ziel nicht das Erreichen einer Umlaufbahn um den Startplaneten, sondern das Erreichen eines anderen Himmelskörpers, so kann ein Raumfahrzeug auch durch Flugmanöver beschleunigt werden wie beispielsweise dem Swing-By (Beispiel: Flugbahn der Rosetta-Sonde).

## Konzepte für Antriebssysteme
Die Auflistung ist folgendermaßen aufgebaut:
- Technologischer Reifegrad (TRL) / Verwendungszweck
  - “T” TRL 0–2: theoretisch
  - “E”; TRL 3–7: erforscht
  - “F”; TRL 8–9: fliegt bereits
- Erläuterung und Überblick, Details im Fachartikel
- {\displaystyle I_{\mathrm {sp} }}: ungefährer maximaler spezifischer Impuls
- Schub: ungefährer Schubbereich des Antriebssystems in Newton.

### Gasantrieb
Hier wird Inertgas unter Druck gespeichert. Der Druck ist eine (oder die einzige) Energiequelle des Treibstoffes.

#### Kaltgasantrieb
Verwendung: Lageregelung (F) 
Beim Kaltgasantrieb wird ein oft unter hohem Druck stehendes Gas, meist Stickstoff, aus einem Behälter über Düsen entspannt.
- {\displaystyle I_{\mathrm {sp} }}: ≈ 40–120 s
- Schub: wenige µN bis ca. 100 N

#### Solarthermisch
Verwendung: Antrieb (E)
Bei einem solarthermischen Antrieb konzentrieren zwei aufblasbare Parabolspiegel die Sonnenstrahlung auf einen Graphitblock, durch den Wasserstoff geleitet wird, der dadurch auf etwa 2800 Kelvin aufgeheizt wird.
- {\displaystyle I_{\mathrm {sp} }}: 900 s
- Schub: 1–100 N

#### Lightcraft
Verwendung: Start von Kleinsatelliten (E)
Das Konzept des Lightcrafts ist eine Art Antrieb durch Laser: Das Raumfahrzeug bekommt durch einen auf der Erdoberfläche befindlichen Laser oder Maser Energie zur Beschleunigung zugeführt. Der Strahl trifft dazu auf einen Reflektor und erzeugt dort hohe Temperaturen, was zur Expansion des am Reflektor befindlichen Treibstoffes führt; die Ausdehnung des Treibstoffes übergibt einen Teil des Impulses an den Flugkörper. Beim Flug innerhalb der Erdatmosphäre sollen die darin befindlichen Gase ausreichen, sodass der Treibstoff des Flugkörpers erst in größeren Höhen notwendig wird. Das Konzept soll für Kleinsatelliten verwendet werden. Das momentan größte Hindernis ist, dass die benötigte Laserstärke nicht bereitgestellt werden kann.
- {\displaystyle I_{\mathrm {sp} }}: unbekannt
- Schub: unbekannt

### Chemische Antriebe
Chemische Antriebe beziehen ihre Energie aus der exothermen Reaktion von chemischen Elementen. Die Abgase werden anschließend durch eine Lavaldüse entspannt. Chemische Antriebe sind schubstark, haben aber eine im Vergleich mit anderen Antrieben geringe Ausströmgeschwindigkeit.

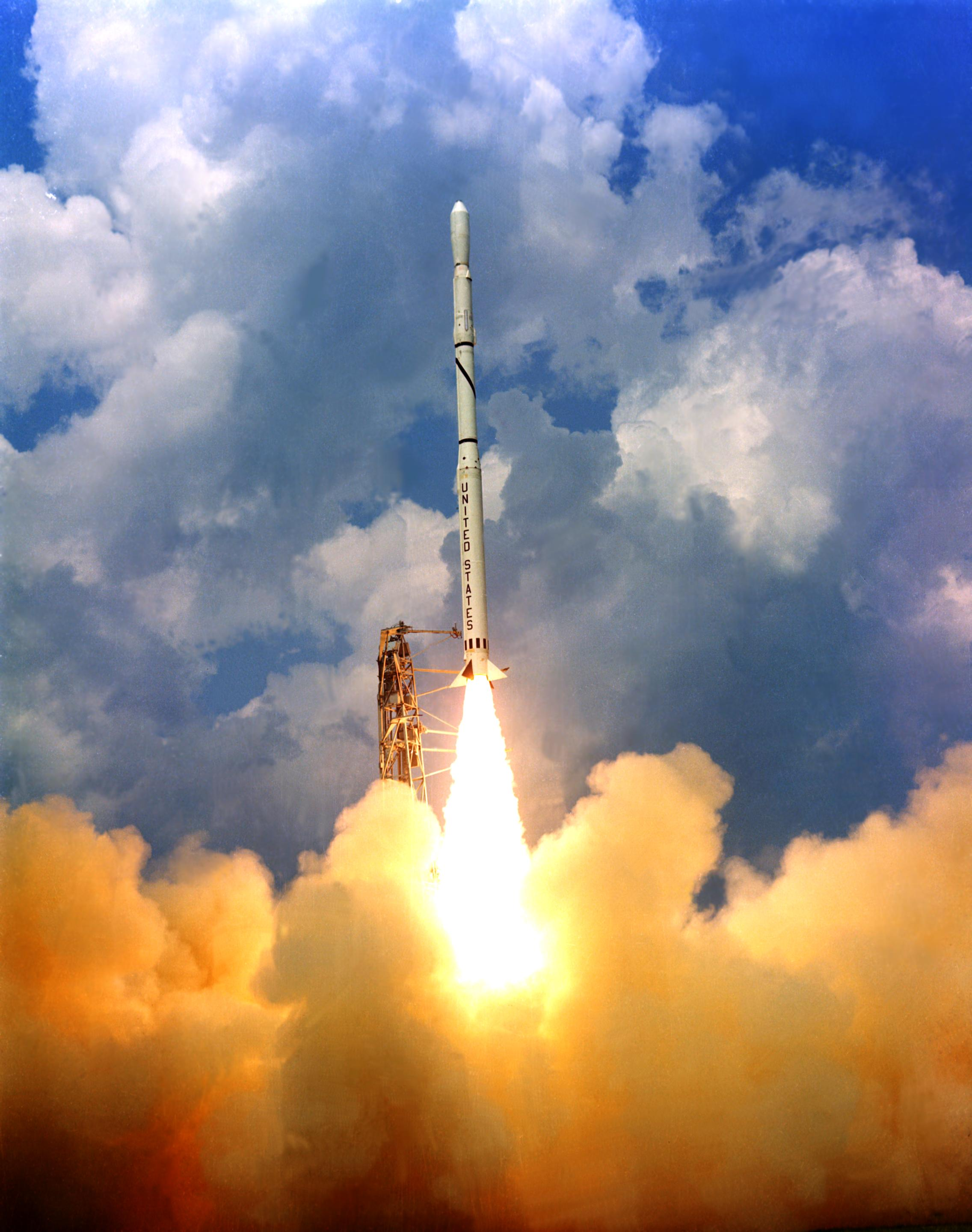
Start einer Scout-Feststoffrakete

#### Feststoff
Verwendung: Start, Antrieb (F)
Bei den existierenden chemischen Varianten liegt beim Feststoffraketentriebwerk der Treibstoff in fester Form vor, der Treibstofftank ist hierbei auch die Verbrennungskammer. Festtreibstoffe können homogene oder auch heterogene Feststoffe (Composits) sein, die neben dem Brennstoff und dem Oxidator noch andere Zusätze (Stabilisatoren) enthalten. Für Feststoffraketen, wie sie in der Raumfahrt üblich sind, werden meist spezielle gießfähige Gemische aus Ammoniumperchlorat (APCP) oder Natrium- bzw. Ammoniumnitrat, Aluminiumpulver, Kunstharz (Polybutadiene, Polyurethane etc. als Bindesubstanz) und eventuell geringen Mengen Eisenoxid als Katalysator verwendet. Diese Gemische ergeben nach dem Gießen einen festen, aber plastischen Körper (Treibsatz), was Riss- und Lunkerbildung stark vermindert. Ebenso werden Transport und Handhabung sehr sicher. Zunehmend wird anstelle oder zusätzlich zu Aluminium auch Lithium, Beryllium, Bor oder Magnesium verwendet.
- {\displaystyle I_{\mathrm {sp} }}: 265 s
- Schub: 1–1000 kN

#### Monergol
Verwendung: Lageregelung, Antrieb (F)
Bei monergolen Flüssigtreibstoffen handelt es sich um nur eine flüssige Komponente. Monergole werden durch das Hinzubringen eines Katalysators zum Zerfall gebracht, weswegen für Monoergole auch der Begriff Katergole zulässig ist. Ein Beispiel für ein Katergol ist Hydrazin, welches zum Beispiel für Lageregelungssysteme von Raumflugkörpern verwendet wird. Hierbei wird Hydrazin mit Hilfe eines Katalysators (Aluminiumoxid) zu Stickstoff und Wasserstoff zersetzt.

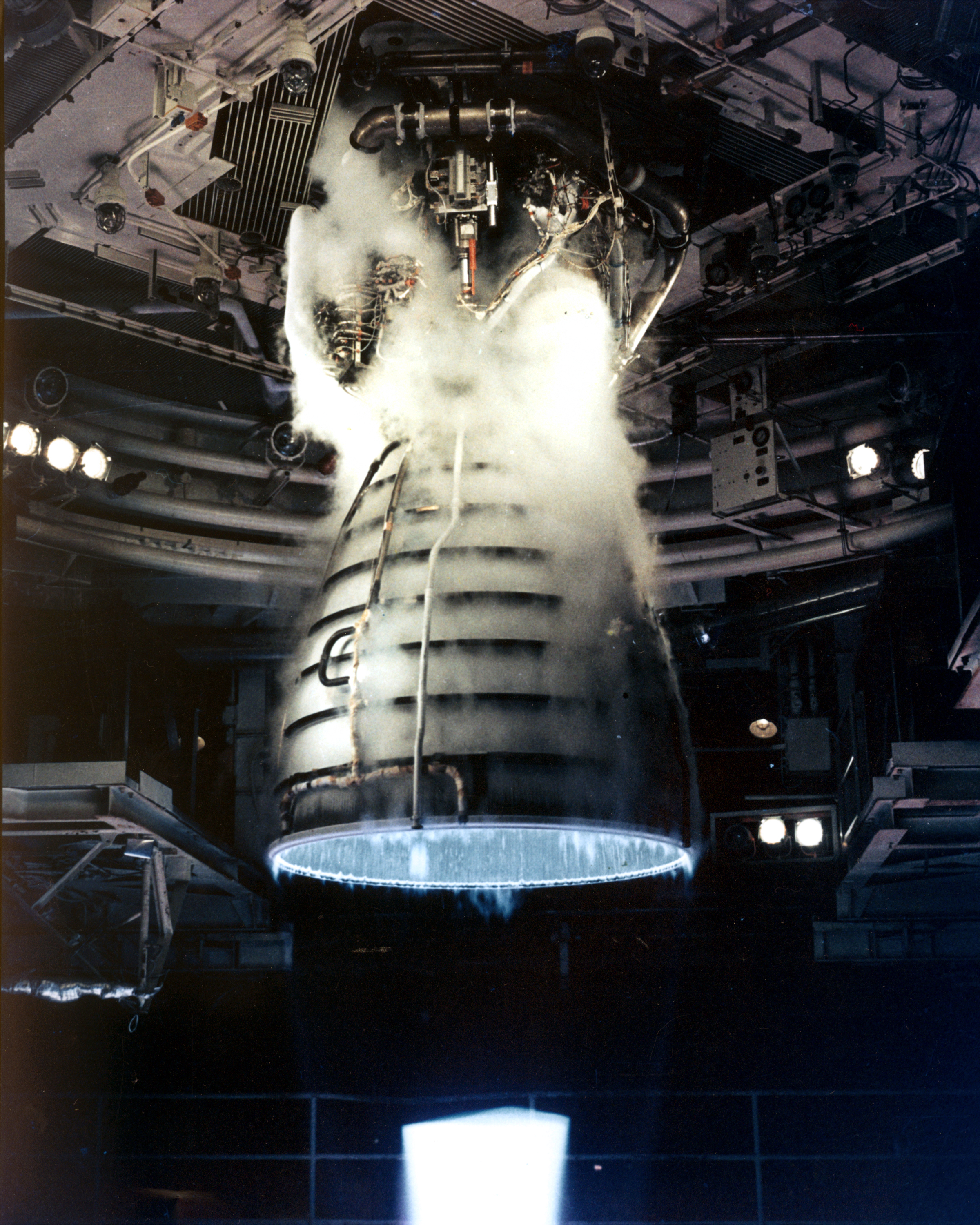
Testlauf eines SSME-Triebwerks als Beispiel eines Diergol-Antriebs

- {\displaystyle I_{\mathrm {sp} }}: 222 s
- Schub: 0,1–2500 N

Monergole weisen i. d. R. eine schlechtere Effizienz als Diergole auf, d. h. sie benötigen für dasselbe Delta-V mehr Treibstoff, allerdings können sie dies wieder durch weniger komplexe Systeme und geringere Systemmasse ausgleichen (z. B. Wegfall des Tank- und Fördersystems der zweiten Treibstoffkomponente). Erst bei langen Missionen, bei denen viel Treibstoff benötigt wird, reicht dies nicht mehr.

#### Diergol
Verwendung: Lageregelung, Antrieb, Start (F)
Bei Diergolen existieren zwei Komponenten des Treibstoffes, die gesondert gelagert werden. Der Treibstoff wird unmittelbar vor dem Verbrennungsprozess gesteuert in eine Brennkammer gepumpt. Dort reagieren die Stoffe miteinander.
- {\displaystyle I_{\mathrm {sp} }}: 450 s
- Schub: 0,1–1000 kN

#### Triergol
Verwendung: Antrieb, Start (E)
Triergolsysteme (Dreistoffsysteme) enthalten Diergolsysteme (zwei Komponenten), denen noch zusätzlich Wasserstoff oder Metallpulver (Lithium, Aluminium, Beryllium) zur Erhöhung des spezifischen Impulses zugeführt wird. Diese Treibstoffsysteme wurden zwar bisher gut untersucht, jedoch wegen des drei Tanks benötigenden komplexen Aufbaus von Triebwerk und Rakete nie praktisch eingesetzt.
- {\displaystyle I_{\mathrm {sp} }}: 500 s
- Schub: 1–1000 kN

#### Hybridrakete
Verwendung: Antrieb (E) , Start (F)
Bei Hybridraketentriebwerken liegt sowohl flüssiger als auch fester Treibstoff vor. Als Hybridtreibstoff (Lithergol) bezeichnet man einen Mischantrieb aus einem festen Treibstoff, meistens aus Kunststoff, zum Beispiel Hydroxyl-Terminiertes Poly-Butadien (HTPB) oder Lithiumhydrid und einem flüssigen Oxidator. Dieser ist meistens Salpetersäure, flüssiger Sauerstoff, Distickstoffmonoxid oder eine Mischung aus flüssigem Sauerstoff und flüssigem Fluor (FLOX). Der flüssige Treibstoff wird dem Festen kontrolliert zugeführt. Damit wird die Regel- und Abschaltbarkeit des Triebwerks hergestellt, was bei reinen Feststoffraketen technisch nicht möglich ist.
- {\displaystyle I_{\mathrm {sp} }}: 420 s
- Schub: 5–1000 kN

#### Luftatmend
Verwendung: Start (E)

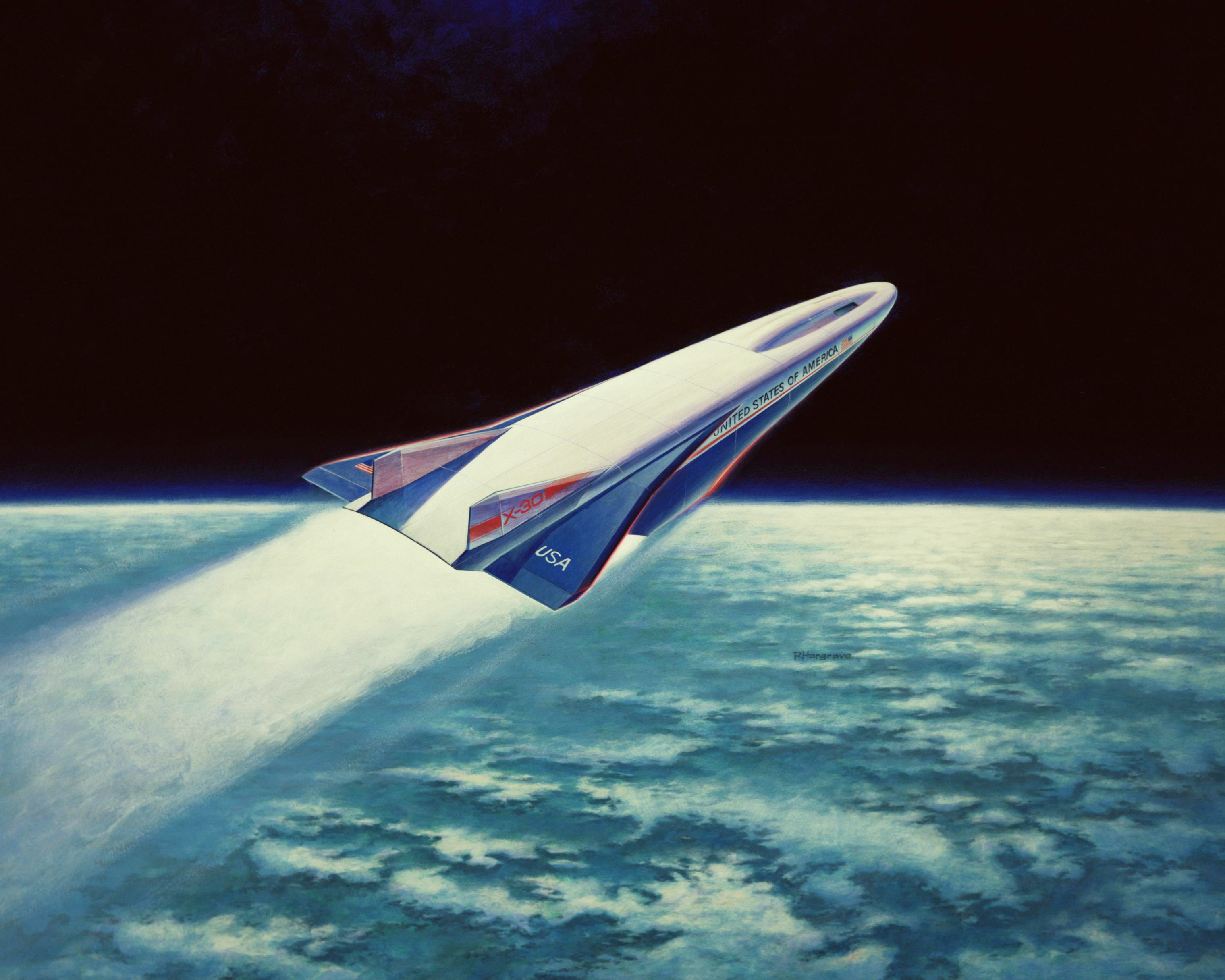
Das X-30 war als luftatmendes Raumflugzeug geplant

Ein luftatmendes Raketentriebwerk wird zum Aufstieg aus der Erdatmosphäre benutzt. Der Vorteil ist, dass der Luftsauerstoff als Oxidator benutzt werden kann und nicht mitgeführt werden muss. Für große Höhen muss allerdings weiterhin ein Oxidator mitgeführt werden, da der Luftsauerstoff zum Betrieb des Triebwerks nicht mehr ausreicht.
- {\displaystyle I_{\mathrm {sp} }}: 450–2800 s
- Schub: ≈ 300 kN

#### Allotrope
Verwendung: Start, Antrieb (E)
Die Verwendung des Sauerstoffallotrops Ozon als Oxidator würde die Ausströmgeschwindigkeit erhöhen. Da Ozon aber instabil ist, ist eine Lagerung sehr schwer wenn nicht unmöglich. Das Allotrop Tetrasauerstoff soll stabiler sein. Damit wären spezifische Impulse von bis zu 564 s im Vakuum möglich.
- {\displaystyle I_{\mathrm {sp} }}: 500–564 s
- Schub: 1–1000 kN

### Elektrische Antriebe
Elektrische Antriebe verwenden elektrische Energie, um ein Raumschiff anzutreiben. Dies kann durch Aufheizung oder Ionisierung des Treibstoffes (hier Stützmasse genannt) geschehen. Generell sind elektrische Antriebe zurzeit schubschwach, ein Start von der Oberfläche eines Planeten ist damit unmöglich. Um möglichst hohe Leistungen zu erbringen, muss auch die Energiezufuhr möglichst groß sein. Die Energie kann durch Solarzellen oder Radioisotopengeneratoren erzeugt werden.
Bei Satelliten sind elektrische Antriebe heute weit verbreitet; die meisten neuen geostationären Satelliten verwenden diese Antriebsart.

#### Widerstandsbeheiztes Triebwerk
Verwendung: Lageregelung, Bahnregelung (F)
Bei einem widerstandsbeheizten Triebwerk wird der Treibstoff durch einen stromdurchflossenen Widerstand aufgeheizt. Dies kann zum Beispiel ein Wolframdraht sein, das Prinzip gleicht dem eines Tauchsieders.
- {\displaystyle I_{\mathrm {sp} }}: 1000 s
- Schub: 152 mN @ 1 kW

#### Thermisches Lichtbogentriebwerk
Verwendung: Lageregelung, Bahnregelung, Antrieb (F)
Zwischen einer Kathode und einer Anode wird ein thermischer Lichtbogen gebildet. Durch den Lichtbogen fließt der Treibstoff, welcher dadurch stark aufgeheizt wird (ca. 5.000 K). Das heiße Gas wird anschließend durch eine Düse expandiert. Der Schub wird nur durch den thermischen Effekt der Expansion erzeugt und nicht durch Magnetfelder (im Unterschied zum MPD).
- {\displaystyle I_{\mathrm {sp} }}: 2000 s
- Schub: 3,35 N @ 30 kW

#### Feldemissionstriebwerk
Verwendung: Lageregelung (F)
Das Feldemissionstriebwerk verwendet zwei sehr nahe beieinander liegende Platten, zwischen denen ein flüssiges Metall (Cäsium) durch Kapillarkräfte zur Spitze fließt. Die Platten sind positiv geladen. In etwas Abstand zur Spitze befinden sich zwei weitere Platten, die negativ geladen sind. Das elektrische Feld zwischen beiden ionisiert den Treibstoff und beschleunigt ihn. Dieses Triebwerk kann sehr schubschwach und leicht sein.
- {\displaystyle I_{\mathrm {sp} }}: 12.000 s
- Schub: 1 mN @ 60 W

#### Ionen-Triebwerke

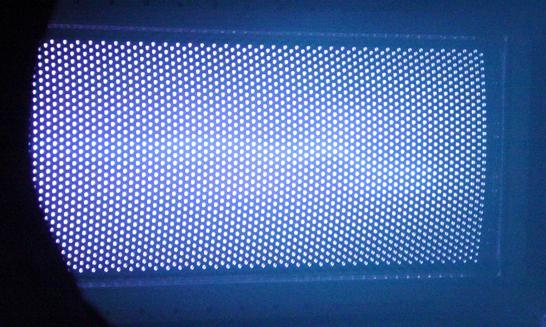
HiPEP-Triebwerk, welches mit Radiofrequenzen ionisiert

Verwendung: Lageregelung, Bahnregelung, Antrieb (F)
Die Radiofrequenz-Ionen-Triebwerke (RIT) erzeugen durch elektromagnetische Wellen ein Plasma, die positiv geladenen Teilchen werden anschließend durch Gitter nach außen beschleunigt. Nach der Passage des sogenannten Neutralisators, der dem Strahl wieder Elektronen zuführt und ihn somit elektrisch neutral macht, werden die Teilchen ausgestoßen. Als Stützmasse wird meist Xenon verwendet. Das HiPEP der NASA fällt in diese Kategorie, ebenso die RIT aus Deutschland.

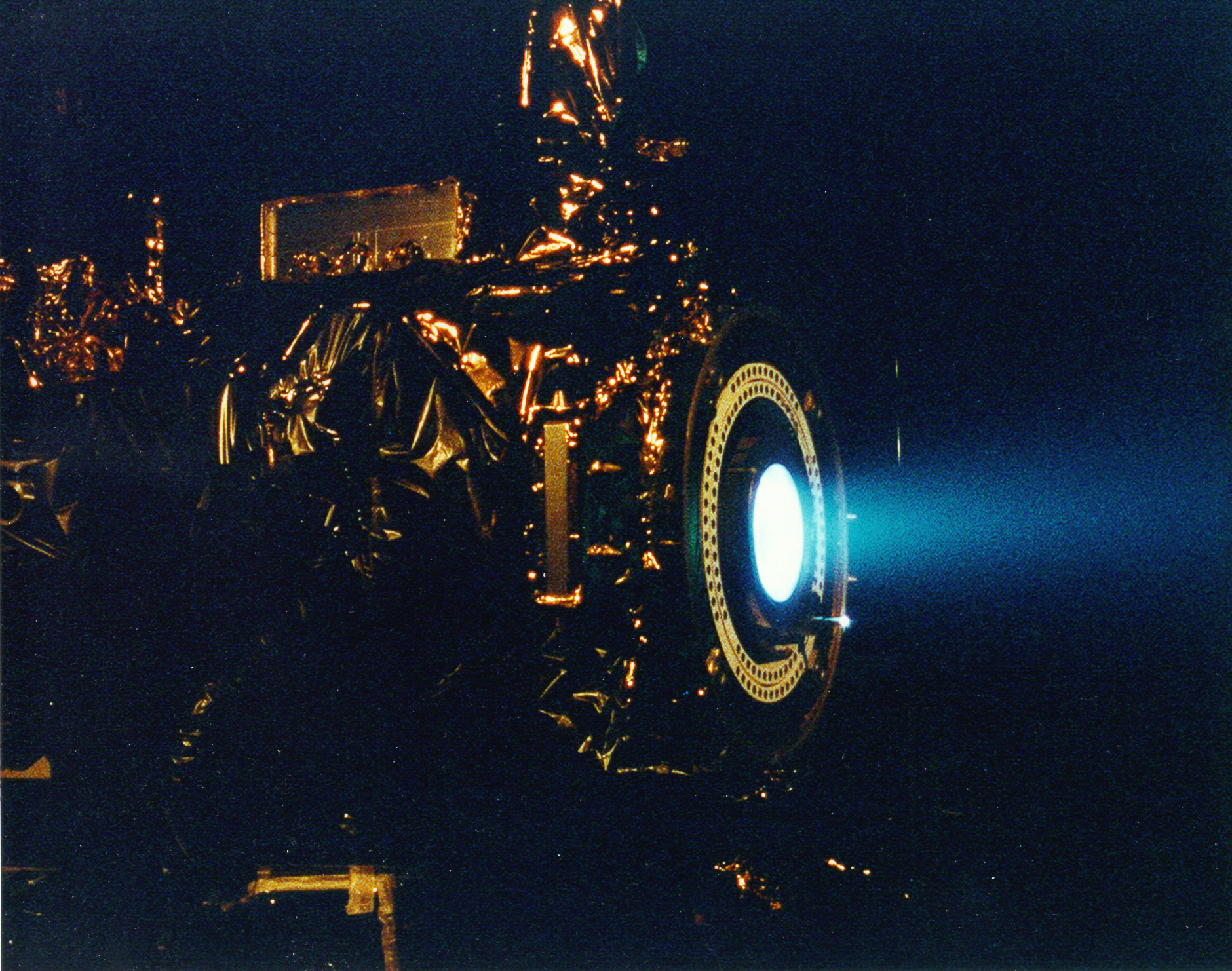
Test eines NSTAR-Triebwerks

- {\displaystyle I_{\mathrm {sp} }}: 6000–9150 s
- Schub: 600 mN @ 34,6 kW[4]

#### Kaufman-Triebwerk
Verwendung: Lageregelung, Bahnregelung, Antrieb (F)
Das Kaufman-Triebwerk erzeugt durch einen Lichtbogen ein Plasma, die positiv geladenen Teilchen werden anschließend durch Gitter nach außen beschleunigt. Nach der Passage des sogenannten Neutralisators, der dem Strahl wieder Elektronen zuführt und ihn somit elektrisch neutral macht, werden die Teilchen ausgestoßen. Als Treibstoff wird Xenon oder Quecksilber verwendet. Das NSTAR der NASA ist ein solches Triebwerk.
- {\displaystyle I_{\mathrm {sp} }}: 3100 s
- Schub: 92 mN @ 2,6 kW

#### Hallantrieb

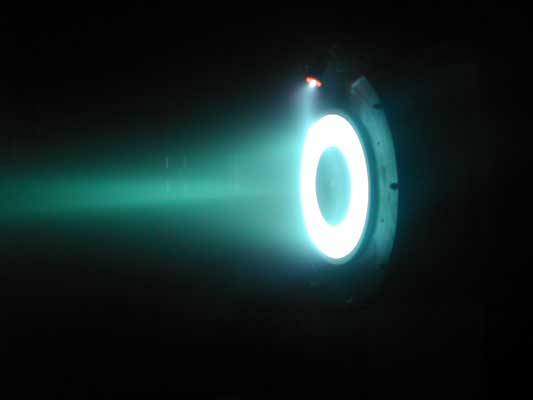
Hallantrieb in Betrieb

Verwendung: Lageregelung, Bahnregelung, Antrieb (F)
Halltriebwerke (Hall-Effect-Thruster) bestehen aus einem ringförmigen Beschleunigungskanal, der durch konzentrisch gelegene Magneten von einem Magnetfeld durchzogen ist. An einem Ende befindet sich eine Hohlanode. Eine extern angebrachte Kathode fungiert als Quelle für Elektronen, welche durch den Potentialunterschied zur Anode beschleunigt, und im starken Magnetfeld gefangen werden. Zusätzlich kommt es zu einer Azimutaldrift durch den Hall-Effekt. Durch die Hohlanode wird der neutrale Treibstoff eingespeist, und durch Stöße mit den gefangenen Elektronen ionisiert. Das zwischen den Elektroden wirkende elektrische Feld beschleunigt diese Ionen, so dass diese mit hoher Geschwindigkeit ausgestoßen werden können. Zur Neutralisation des Ionenstrahls fungieren Elektronen, die ebenfalls von der Kathode emittiert werden. Als mögliche Treibstoffe kommen vor allem Edelgase wie Xenon, Krypton oder Argon in Frage, ebenso aber auch metallische Treibstoffe wie Bismut, Zink oder Magnesium. Es werden 2 Arten von Hallantrieben unterschieden: SPT (Stationary Plasma Thruster) sowie TAL (Thruster with Anode Layer), die sich vor allem in Materialien und Geometrie unterscheiden. Bisher wurden vor allem SPT auf zahlreichen Satellitenmissionen eingesetzt, u. a. auch auf der ESA-Mission SMART-1.
- {\displaystyle I_{\mathrm {sp} }}: 1640 s
- Schub: 68 mN @ 1,2 kW

#### Magnetoplasmadynamisches Triebwerk

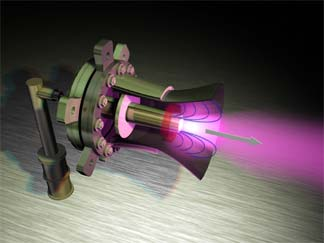
Eigenfeld-MPD

Verwendung: Bahnregelung (F), Antrieb (E)
Magnetoplasmadynamische Triebwerke (MPD) bestehen aus einer trichterförmigen Anode, in deren Mitte eine stabförmige Kathode angebracht ist. Wird Spannung zwischen beiden Elektroden angelegt, wird die sich im Trichter befindende Stützmasse ionisiert und erlaubt so einen Stromfluss radial durch das Gas zur Kathode. Durch den Stromfluss wird nun ein starkes Magnetfeld erzeugt. Die Leistung kann durch das Anlegen eines weiteren externen Magnetfeldes gesteigert werden. Die Wechselwirkung zwischen dem elektrisch erzeugten Magnetfeld um die Brennkammer und den ionisierten Plasmateilchen beschleunigt diese in axialer Richtung und lässt sie mit hoher Geschwindigkeit entweichen. Als Grundlage für das Plasma eignen sich vor allem Argon, Lithium und Wasserstoff.
- {\displaystyle I_{\mathrm {sp} }}: ≈ 4000 s
- Schub: ≈ 300 mN @ 12 kW

#### Gepulstes Plasmatriebwerk
Verwendung: Lageregelung (F), Bahnregelung, Antrieb (E)
Gepulste Plasmatriebwerke (Pulsed Plasma Thruster) sind Raumfahrtantriebe, die instationär oder quasistationär (gepulst) betrieben werden können. Dazu werden Kondensatoren als Energiespeicher mitgeführt. Der Aufbau ähnelt einer Railgun. Als Treibstoff wird meist PTFE verwendet, welches in fester Form vorliegt. Die zu Schienen geformten Elektroden werden unter Spannung gesetzt, und mittels einer Zündkerze wird die Hauptentladung des Kondensators gestartet. Dabei wird von der Treibstoffoberfläche eine kleine Menge ablatiert und ionisiert. Die dabei entstehende Plasmawolke wird entweder durch elektromagnetische Lorentzkräfte oder durch gasdynamische Kräfte beschleunigt, um Schub zu erzeugen. Die von der Spannungsquelle zwischen den Pulsen bezogene elektrische Leistung ist vergleichsweise gering. Von dieser unterscheidet sich die Pulsleistung zur Einkopplung ins Plasma, welche durch sehr kurze Entladungsdauern einige Megawatt betragen kann.
- {\displaystyle I_{\mathrm {sp} }}: 2500 s
- Schub: 1 mN @ 60 W

#### PIT
Verwendung: Antrieb (E)
Das Induktive Flachspulentriebwerk (Pulsed Inductive Thruster) ist ein gepulstes Triebwerk. Eine flache Ansammlung von Spulen ist mit Kondensatoren verbunden. Zuerst wird gasförmiger Treibstoff (meist Argon, auch Ammoniak) auf die Spulen geblasen. Dann werden die Kondensatoren schlagartig entladen, der Treibstoff wird zu Plasma. Das Magnetfeld der Spulen induziert ein Gegenfeld im Plasma, das dadurch fortgeschleudert wird.
- {\displaystyle I_{\mathrm {sp} }}: 2000–8000 s
- Schub: ≈ 92 mN @ 20 kW[7]

#### VASIMR
Verwendung: Antrieb (E)

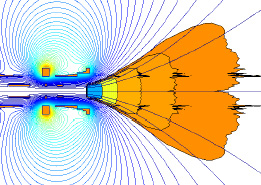
VASIMR Diagramm

Relativ neu ist das Antriebskonzept des früheren Astronauten Franklin Ramon Chang-Díaz. Seine Variable Specific Impulse Magnetoplasma Rocket (VASIMR) verwendet elektrische Energie, um Plasma zu erzeugen, zu erhitzen und zu beschleunigen. Der Treibstoff wird zuerst mit RF-Antennen ionisiert, dann mit RF-Antennen erhitzt. Anschließend wird das Plasma durch eine magnetische Düse entspannt. Damit ist eine Variation des Verhältnisses zwischen spezifischem Impuls und Schub möglich, analog zu der Getriebeschaltung eines Radfahrzeugs.
- {\displaystyle I_{\mathrm {sp} }}: 5.000–30.000 s
- Schub: 5 N @ 5.000 s & 200 kW

#### Magnetfeldoszillationsantrieb
Verwendung: Antrieb (E)

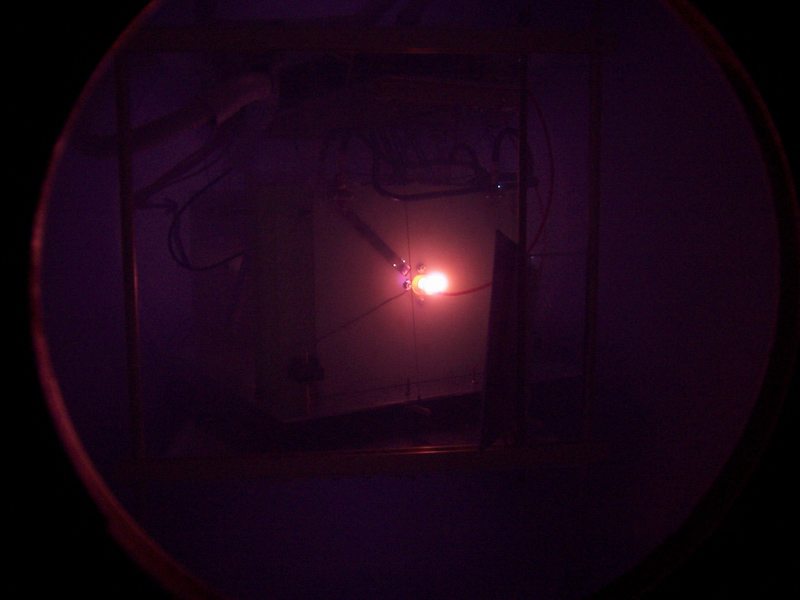
Zündung eines MOA-Triebwerks in der Vakuumkammer

Der Magnetfeldoszillationsantrieb (Magnetic Field Oscillating Amplified Thruster) verwendet Alfvén-Wellen, um durch veränderliche Magnetfelder in elektrisch leitfähigen Medien (z. B. Plasma, salziges Wasser etc.) Dichtewellen hervorzurufen. Diese Wellen sind in der Lage, Teilchen im Medium mit sich mitzureißen und sie auf sehr hohe Geschwindigkeiten (bzw. hohe Energien) zu beschleunigen. Dazu besteht das gesamte MOA-System aus Plasmaquelle, Zentralrohr, Primärspule, Sekundärspule und einer Versorgungs- und Steuerungseinheit.
Die Plasmaquelle erzeugt einen kontinuierlichen Strom ionisierter Teilchen, die im Zentralrohr in Richtung Austrittsdüse driften. Diese Teilchen können z. B. Stickstoff- oder Wasserstoffmoleküle, aber auch Atome der Edelgase Argon oder Xenon sein. Da sie ionisiert sind, reagieren sie auf die beiden Magnetfelder, welche durch die Primär- und die Sekundärspule aufgespannt werden. Dabei ist die Primärspule permanent in Betrieb und formt die magnetische Austrittsdüse, während die Sekundärspule zyklisch ein- und ausgeschaltet wird, um die Feldlinien im Gesamtsystem zu deformieren. Diese Verformung erzeugt die Alfvén-Wellen, welche im nächsten Schritt dem Transport und der Kompression des Antriebsmediums dienen.
- {\displaystyle I_{\mathrm {sp} }}: 2.400–13.120 s
- Schub: 237–13 mN @ 11,16 kW[8]

#### HDLT
Verwendung: Antrieb (E)
Der Helicon Double Layer Thruster wurde an der Australian National University erfunden. Der Antrieb wird mit Hilfe der ESA weiterentwickelt. Beim HDLT wird ein Gas in ein divergierendes magnetisches Feld, welches eine Düse formt, gebracht und mit RF-Antennen ionisiert. Das dadurch entstehende Plasma wird dadurch herausbeschleunigt. Als Treibstoff kommen Argon, Wasserstoff oder Krypton zum Einsatz.
- {\displaystyle I_{\mathrm {sp} }}: 4000 s[9]
- Schub: unbekannt

#### Kolloidantrieb
Bei Kolloidantrieben wird eine dielektrische Flüssigkeit wie Glycerin durch feinste Kapillare in eine Reihe kolloidaler Teilchen von wesentlich unter 1 pm zersprüht, wodurch Schübe in der Größenordnung einiger mN entstehen.

### Nukleare Antriebe

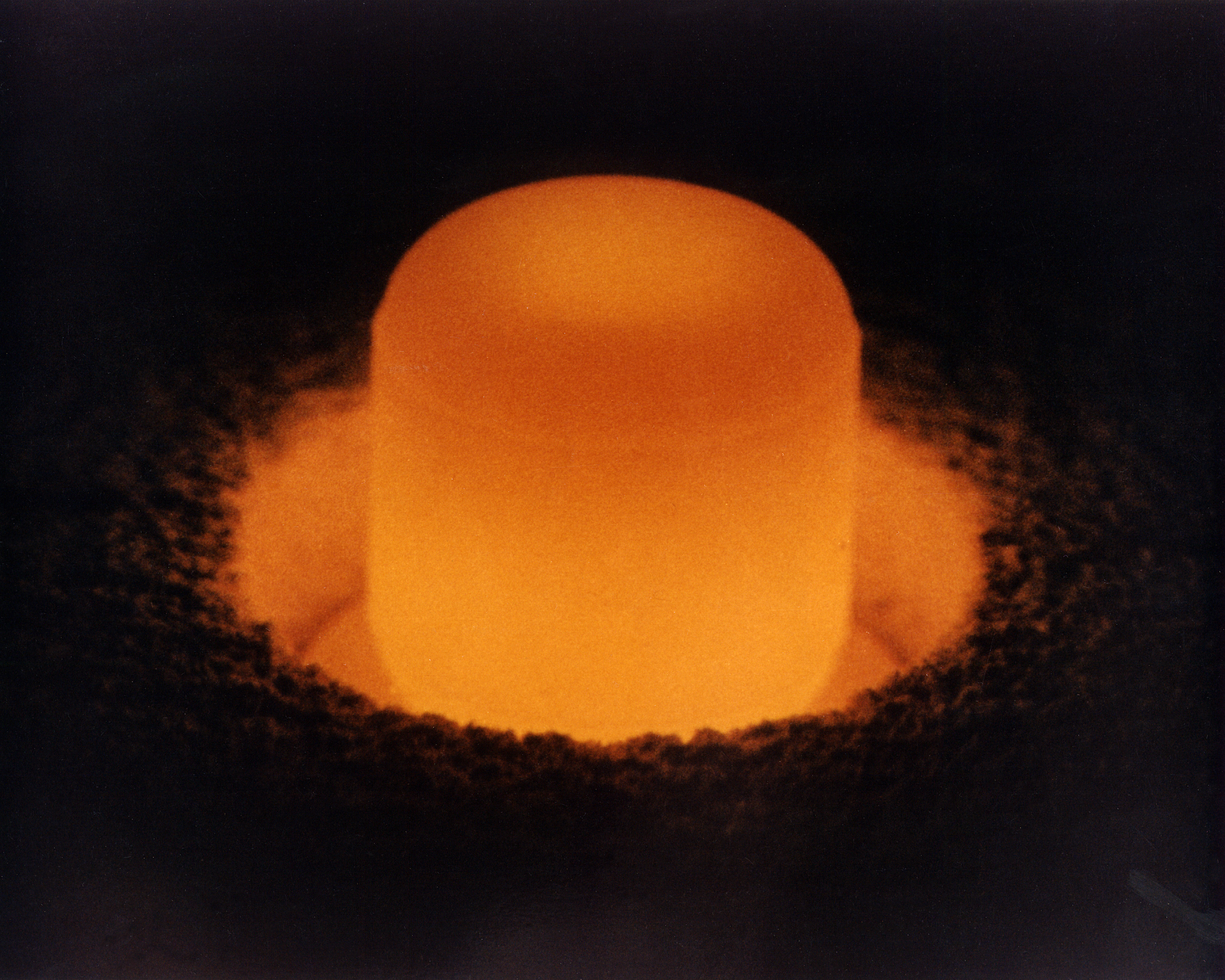
Durch Zerfallsenergie glühendes Pellet aus Plutoniumdioxid

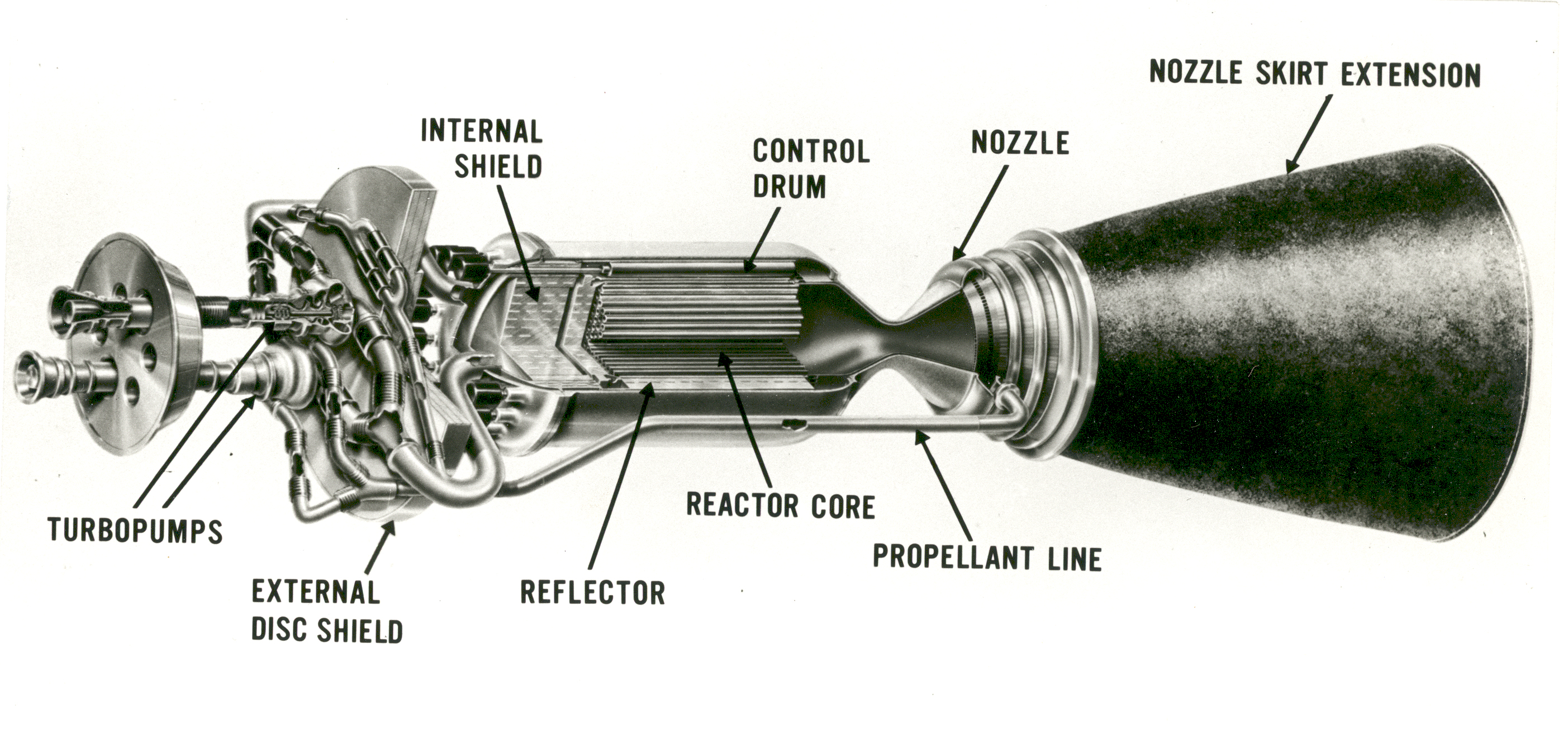
NERVA Kernspaltungs-Raketentriebwerk (NASA)

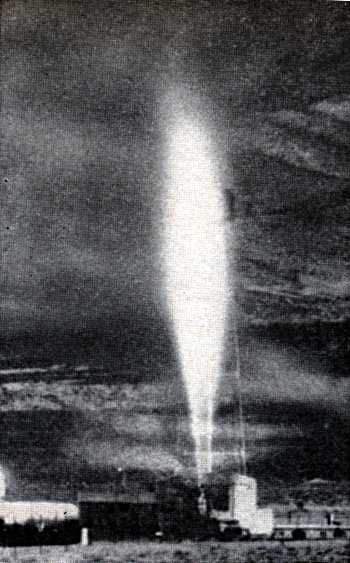
Testlauf des NRX A-1 Kernspaltungs-Raketentriebwerks (NASA, September 1964)

Nukleare Antriebe beziehen ihre Energie aus Kernzerfall, Spaltung, Fusion oder Annihilation. Sie sind in Bezug auf Schub und Ausströmgeschwindigkeit die leistungsstärksten Antriebe, aber politisch umstritten.

#### Radioisotopenantrieb
Verwendung: Antrieb (E)
Beim Radioisotopenantrieb strömt ein Gas mit geringer molarer Masse durch ein Radioisotop, zum Beispiel 238Pu oder 90Sr. Durch den natürlichen Zerfall erwärmt sich dieses und somit auch das Gas. Das Gas wird anschließend durch eine Lavaldüse entspannt. Arbeiten dazu gab es beispielsweise im Projekt Poodle von 1961 bis 1965 in den USA.
- {\displaystyle I_{\mathrm {sp} }}: 800 s
- Schub: 1–10 N

#### Festkernreaktor
Verwendung: Antrieb (E)
Bei den nuklearen Raketenantrieben ist der Kernspaltungsantrieb zu erwähnen, bei dem durch nukleare Reaktionen hohe Temperaturen erzeugt werden, die dann zum Ausstoß einer Stützmasse dienen. Mittels Kernspaltung wird Wasserstoff oder Ammoniak extrem erhitzt und anschließend unter Druck ausgestoßen. Dazu gehört das von 1954 bis 1972 laufende Projekt NERVA der NASA sowie 1992 Timberwind im Rahmen der SDI-Initiative. Auch die Sowjetunion arbeitete mit dem Triebwerk RD-0410 in der Vergangenheit an Kernspaltungsantrieben mit festem Kern für die Raumfahrt.
- {\displaystyle I_{\mathrm {sp} }}: 1000 s
- Schub: 100–1000 kN

#### Gaskernreaktor
Verwendung: Antrieb (T)
Wie oben bereits erwähnt muss die Temperatur im Reaktor erhöht werden, um die Antriebsleistung zu steigern. Da das spaltbare Material durch seine Schmelztemperatur eine natürliche Temperaturgrenze für Festkernreaktoren festsetzt, gibt es Überlegungen, Reaktoren mit gasförmigem Kern zu entwickeln, so genannte Gaskernreaktoren. Damit ließen sich Ausströmgeschwindigkeiten für Impulse bis 5000 s erzielen. Der Nachteil ist jedoch, dass der Kern offen liegt und somit stets ein Brennstoffverlust durch die Austrittsdüse vorhanden ist. Um dies zu verhindern wurden auch geschlossene Gaskernreaktoren angedacht, wo das heiße reaktive Plasma in Quarzröhren gefüllt wird. Ein Brennstoffverlust findet hier nicht statt, allerdings reduziert sich der Impuls auf 2000 s.

A Ausstoß von Spaltprodukten
B Reaktor
C Spaltmaterial wird zur Stromerzeugung abgebremst
d Moderator(BeO oder LiH)
e Containment
f Induktionsspule

- {\displaystyle I_{\mathrm {sp} }}: 5.000 s
- Schub: 100–1000 kN

#### Antrieb durch Spaltprodukte
Verwendung: Antrieb (T)
Da bei einem Gaskernreaktor mit offenem Kern immer ein Teil des Brennstoffes die Düse verlässt, gibt es die Möglichkeit, die Ausströmgeschwindigkeit des Antriebes weiter zu erhöhen, indem man nur die Spaltprodukte selbst ausstößt (Fission-fragment rocket). Die radioaktiven Partikel werden dabei mit Hilfe von Magnetfeldern zur Reaktion gebracht und von den Wänden ferngehalten. Die Spaltprodukte werden anschließend ausgestoßen.
- {\displaystyle I_{\mathrm {sp} }}: 100.000 s
- Schub: unbekannt

#### Nuklearer Pulsantrieb
Verwendung: Antrieb (E)

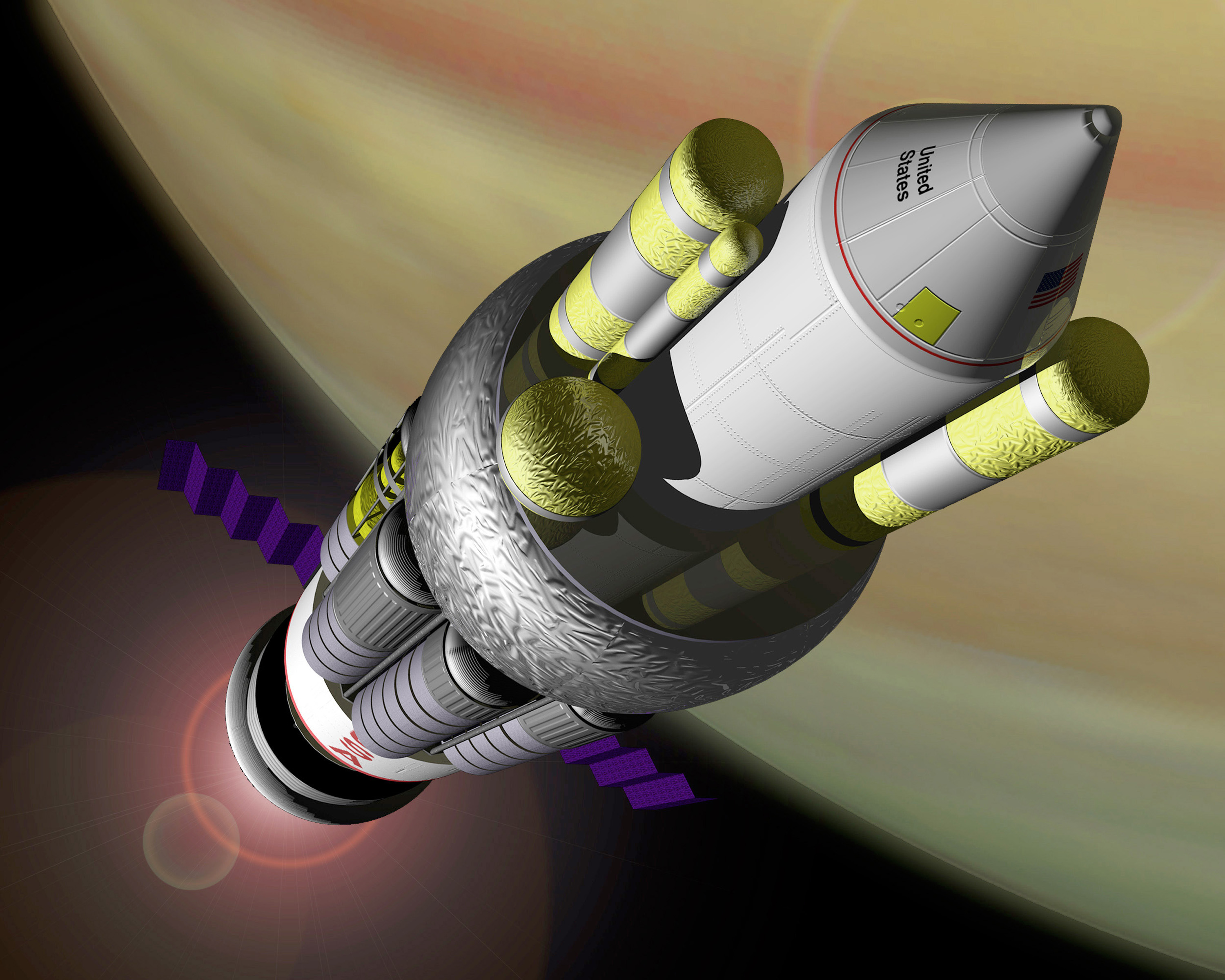
Vorschlag der NASA für ein Raumschiff mit nuklearem Pulsantrieb

Das Konzept wurde in den 1950er und 1960er Jahren vorgeschlagen. So haben das Orion- und Daedalus-Projekt Raumschiffe vorgesehen, die alle paar Sekunden eine nukleare Explosion am Heck auslösen. Das Raumschiff wäre dann durch die Sprengwirkung nach vorne geschoben worden. Der Vorteil eines solchen Antriebes ist die Einfachheit des Konzepts, das sich schon mit heutigen Technologien realisieren ließe, wobei letzte Fragen bezüglich des Strahlenschutzes für die Crew und das Raumschiff selbst nicht abschließend geklärt sind.
Zu Beginn der 1960er Jahre laufende Forschungen wurden aus politischen und rechtlichen Gründen, insbesondere aufgrund des Vertrages zum Verbot von Nuklearwaffentests in der Atmosphäre, im Weltraum und unter Wasser abgebrochen. Sie könnten wegen der notwendigen Vertragsänderungen nur in der internationalen Gemeinschaft wieder aufgenommen werden.
- {\displaystyle I_{\mathrm {sp} }}: 3.000–10.000 s
- Schub: 100–10.000 kN

#### Fusionsantrieb
Verwendung: Antrieb (T)

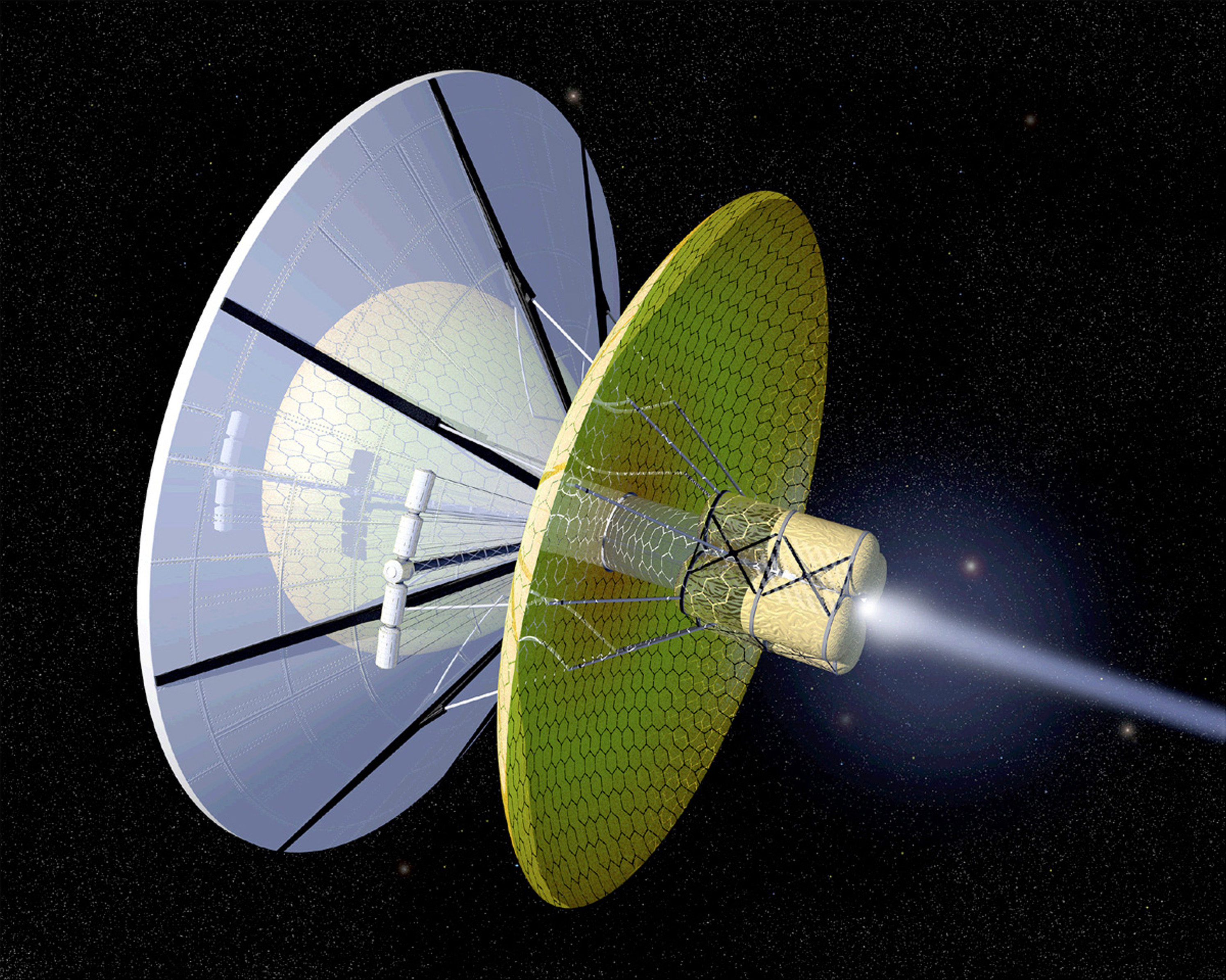
Bussardkollektor

Dieser Antrieb ist ähnlich dem Kernspaltungsantrieb, außer dass die Energie aus Kernfusion gewonnen wird und somit wesentlich höher ist. Die Energie der Kernfusion wird mittels Neutronenstößen an ein niedermolekulares Gas, zum Beispiel Wasserstoff, weitergegeben. Die „Asche“ der Fusion wird ebenfalls in den Abgasstrahl gemischt, das dadurch entstehende heiße Plasma wird mittels einer magnetischen Düse entspannt.
Der vom Physiker Robert W. Bussard vorgeschlagene Bussard-Ramjet funktioniert ähnlich wie ein Ramjet. Ein Bussardkollektor sammelt mittels eines magnetischen Kraftfeldes interstellares Gas ein (hauptsächlich Wasserstoff) und leitet dies zu einem Polywell-Kernfusionsreaktor. Die Fusionsprodukte werden anschließend ausgestoßen. Der große Vorteil dieses Konzepts ist, dass das Raumschiff nur eine bestimmte Treibstoffmenge mit sich führen muss, nämlich genug, um die Mindesteinsammelgeschwindigkeit zu erreichen. Dafür ist allerdings eine Proton-Proton-Reaktion nötig.
- {\displaystyle I_{\mathrm {sp} }}: 47.000 s
- Schub: 30 kN[11]

#### Photonenrakete
Verwendung: Antrieb (T)
Bei einer Photonenrakete, u. a. vorgeschlagen von Eugen Sänger, würde ein Atomreaktor eine schwarze Fläche so stark erhitzen, dass die Schwarzkörperstrahlung der Fläche Schubkraft erzeugt. Der Nachteil besteht darin, dass sehr hohe Energiemengen notwendig sind, um winzigste Schubkräfte zu erzeugen. Da die Rakete durch die Kernspaltung/-fusion/-annihilation Masse verliert, sind die spezifischen Impulse niedrig. Der Radiator (die schwarze Fläche) würde aus Wolfram oder Graphit bestehen. Photonenraketen sind technisch machbar, aber ineffektiv. Ein LiIon-Akku könnte final auf wenige cm/h beschleunigt werden. Solarzellen wären hier sinnlos, da sie stärker als Sonnensegel wirken.
- {\displaystyle I_{\mathrm {sp} }}: reaktorabhängig
- Schub: ≈ 3 N/GW

#### Fissionssegel
Verwendung: Antrieb (T)

Prinzip eines Fissionssegels

Das Fissionssegel wurde von Robert L. Forward vorgeschlagen. Dabei wird eine möglichst große und möglichst leichte strahlungsabsorbierende Fläche auf einer Seite mit Radioisotopen, am besten Alpha-Strahlern, beschichtet. Durch den natürlichen Zerfall der Radioisotope werden Helium-Kerne (Alphastrahlung) frei, die nur in eine Richtung davonfliegen können. Das Prinzip ähnelt einem Sonnensegel, funktioniert aber auch ohne Sonnenlicht. Das Segel kann zum Beispiel mit 240Cm beschichtet werden, das in Kernspaltungsreaktoren als Abfallprodukt anfällt, so dass folgende Reaktion abläuft:
{\displaystyle {}^{240}\operatorname {Cm} {\xrightarrow {_{\tau _{1/2}=27,1d}^{\alpha }}}{}^{236}\operatorname {Pu} {\xrightarrow {_{\tau _{1/2}=2,85a}^{\alpha }}}{}^{232}\operatorname {U} {\xrightarrow {_{\tau _{1/2}=68,9a}^{\alpha \ 5,4\ MeV}}}{}^{228}\operatorname {Th} {\xrightarrow {_{\tau _{1/2}=1,9a}^{\alpha \ 5,5\ MeV}}}{}^{224}\operatorname {Ra} {\xrightarrow {_{\tau _{1/2}=3,6a}^{\alpha \ 5,7\ MeV}}}{}^{220}\operatorname {Rn} }
wobei das Endprodukt 220Rn gasförmig ist und entweicht. Damit lassen sich ungefähr folgende Leistungsdaten erzielen:
- {\displaystyle I_{\mathrm {sp} }}: ≈40.000 s
- Schub: ≈ 10 N/km²

#### Nukleare Salzwasserrakete
Verwendung: Antrieb (T)
Die nukleare Salzwasserrakete wurde von Robert Zubrin vorgeschlagen. Dabei wird Wasser ein wenig (20 %) Uran- oder Plutoniumsalz beigemischt. Damit die kritische Masse nicht erreicht wird, wird das Salzwasser in verschiedenste kleine Behälter aufgeteilt, die mit Neutronenabsorbern ausgekleidet sind. Aus den verschiedenen Behältnissen wird das Salzwasser in eine Reaktionskammer gepumpt. Dort wird die kritische Masse des Uran- bzw. Plutoniumsalzes schließlich erreicht, und die nukleare Kettenreaktion beginnt. Das Wasser, in dem die Salze gelöst sind, wirkt gleichzeitig als Moderator und Stützmasse. Die Kettenreaktion erzeugt eine enorme Hitze, die das Wasser verdampfen lässt, das Wasserdampf-Spaltstoff-Gemisch verlässt den Antrieb durch eine Lavaldüse. Der Vorteil des Antriebskonzeptes sind der niedrige Spaltstoffverbrauch im Vergleich zum reinen Antrieb mit Spaltprodukten und der hohe Schub und spezifische Impuls. Der Nachteil ist die enorme Hitzeentwicklung durch die nukleare Kettenreaktion, so dass der maximale Neutronenfluss erst außerhalb der Reaktionskammer stattfinden darf.
- {\displaystyle I_{\mathrm {sp} }}: 10.000 s
- Schub: 10 MN

#### Antimaterieantrieb
Verwendung: Antrieb (T)
Die Energie für diesen Antrieb würde durch eine Paarvernichtung von Materie und Antimaterie geliefert werden. Bei diesem Prozess wird die gesamte Ruheenergie der Teilchen vollständig freigesetzt. Dabei wird in eine Wolke aus Materie ein wenig Antimaterie geschossen. Die Materie erhitzt sich dadurch enorm, Kernfusionsprozesse setzen ein und erhitzen die Materie weiter. Diese wird anschließend durch eine magnetische Düse ausgestoßen.
Das größte Problem aus der heutigen Sicht stellt die Erzeugung und Lagerung von Antimaterie dar. Da die Produktion soviel Energie verbraucht, wie die Reaktion später liefert, scheidet eine Produktion an Bord des Raumschiffs aus. Die Antimaterie müsste mitgeführt werden.
Mit dem jetzigen Stand der Technik ist ein Antimaterieantrieb nicht möglich, da man keine Möglichkeit kennt, größere Mengen an Antimaterie zu erzeugen. Für einen Flug zum Mars und zurück wären nur etwa 0,1 Gramm Antiprotonen nötig, doch selbst die Herstellung dieser geringen Menge Antiprotonen ist derzeit utopisch.
- {\displaystyle I_{\mathrm {sp} }}: ≈ 400.000 s
- Schub: 100 kN[14]

### Antriebe ohne Treibstoff
Im Folgenden werden Antriebsmethoden vorgestellt, bei denen der Raumflugkörper selbst keinen Treibstoff verbraucht. Da er durch die unten genannten Methoden trotzdem eine Geschwindigkeitsänderung (delta v) erfährt, ist der spezifische Impuls gemäß der Raketengrundgleichung stets unendlich.

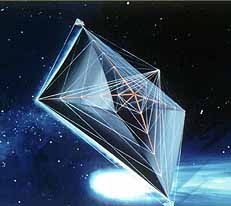
Künstlerische Umsetzung der Idee eines Sonnensegels

#### Sonnensegel
Verwendung: Lageregelung, Antrieb (F)
Sogenannte Sonnensegel befinden sich in der Entwicklung und sollen sich den Effekt des Strahlungsdrucks zunutze machen, indem sie mit einem großen Segel elektromagnetische Strahlung einfangen und davon angetrieben werden. Der Schub wäre dabei minimal (und nähme mit der Entfernung von der Strahlungsquelle quadratisch ab), jedoch wäre er ohne Treibstoffverbrauch entstanden und bliebe stetig, solange der Einfluss von Strahlungsquellen mit dem Segel genutzt wird. Bei einem Lasersegel wird mit einem Laserstrahl auf das Segel gezielt.
- {\displaystyle I_{\mathrm {sp} }}: unendlich
- Schub: 9 N/km² @ 1 AE

#### Space Tether
Verwendung: Bahnregelung (F)

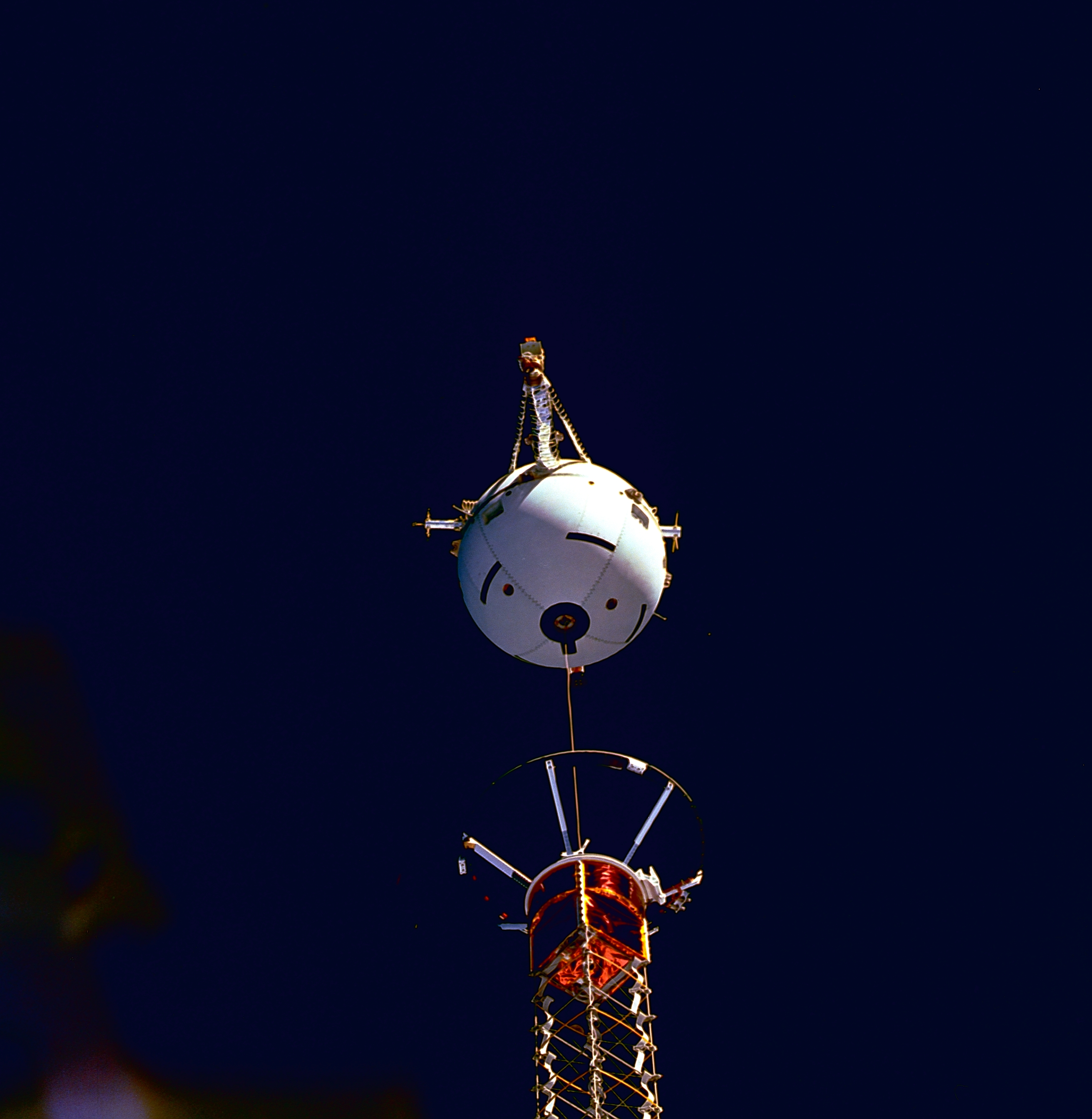
Shuttlemissionen STS-46 und STS-75 bei der Erprobung des „Tethered Satellite Systems“ (TSS)

Tether sind lange Seile, die im Weltall rechtwinklig zum Magnetfeld eines Planeten ausgelegt werden. Bewegt sich ein elektrischer Leiter durch ein Magnetfeld, wird in ihm Spannung induziert. Somit kann sich ein Satellit, der lange Tether auslegt, darüber mit Energie versorgen. Der Nutzen dieses Effekts wird allerdings dadurch eingeschränkt, dass der Leiter, in dem die Spannung induziert wird, selbst ein dem Erdmagnetfeld entgegengesetztes Feld erzeugt. Dadurch kommt es zu einer Abbremsung des gesamten Systems aus Raumflugkörper und Tether (Lenzsche Regel). Dementsprechend kann ein Tether, durch den ein starker Strom fließt, auch zur Beschleunigung eines Satelliten beitragen, da auf einen stromdurchflossenen Leiter im Magnetfeld eine Kraft wirkt (Lorentzkraft). Untersuchungen zeigen, dass solche elektrischen Tether trotz nur langsamer Bahnänderungen aufgrund der Treibstoffersparnis effektiv sein können, um den Satelliten zu beschleunigen oder abzubremsen. Ebenfalls ist es mit Tethern möglich, Satelliten „abzuseilen“.
- {\displaystyle I_{\mathrm {sp} }}: unendlich
- Schub (elektrisch): unbekannt mN
- Schub (manuell): unbekannt kN

#### Trägerschiffe
Verwendung: Start (E)
Zur Reduzierung der zum Start benötigten Treibstoffmassen gibt es Konzepte, Trägerflugzeuge, zum Beispiel Raumflugzeuge, zur Beförderung des Raumschiffes in eine gewisse Höhe zu nutzen. Ebenfalls denkbar sind Höhenballons. Siehe auch die Unterstufe von Sänger (Raumtransportsystem).
- {\displaystyle I_{\mathrm {sp} }}: unendlich (bezogen auf das Raumschiff)
- Schub: unbekannt MN

#### Weltraumkanone

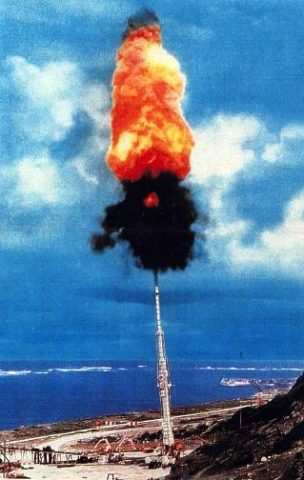
HARP, Prototyp einer Weltraumkanone der 1960er.

Verwendung: (unbemannter) Start/Transport (E)
Als Transportmöglichkeit in den Orbit werden auch ballistische Methoden diskutiert und erforscht. Die Idee basiert ursprünglich auf Jules Vernes Vision der Weltraumkanone in Von der Erde zum Mond. Das „Geschoss“ muss hierfür weitgehend beschleunigungsresistent sein (ggf. Satelliten). Vorteile gegenüber Raketentechnik wären deutlich reduzierte Kosten über einen höheren Nutzlast-Anteil und auch ein geringeres Unfallrisiko, u. a. da kein oder nur wenig hochexplosiver Raketentreibstoff mitgeführt würde. Eines der ersten Projekte war das HARP-Projekt von Gerald Bull, bei dem mit optimierter Artillerie-Technik 3 km/s Maximalgeschwindigkeit und 180 km Höhe erreicht wurden, also bereits ein Suborbitaler Flug (Kármán-Linie). Ein Nachfolgeprojekt der 1990er, SHARP, arbeitete mit Leichtgaskanonen-Technik und peilte Maximalgeschwindigkeiten von 7 km/s an. Nach dem Ende des finanzierten SHARP-Forschungsprojekt wurde von Projektmitarbeitern die Firma Quicklaunch ausgegründet, welche versucht, diese Technik weiterzuentwickeln und zu kommerzialisieren. Auch die Railgun-Technologie wird in Erwägung gezogen.
- {\displaystyle I_{\mathrm {sp} }}: unendlich
- Schub: 2,0–32,4 MN[22][23]

#### Weltraumlift
Verwendung: Start (E)

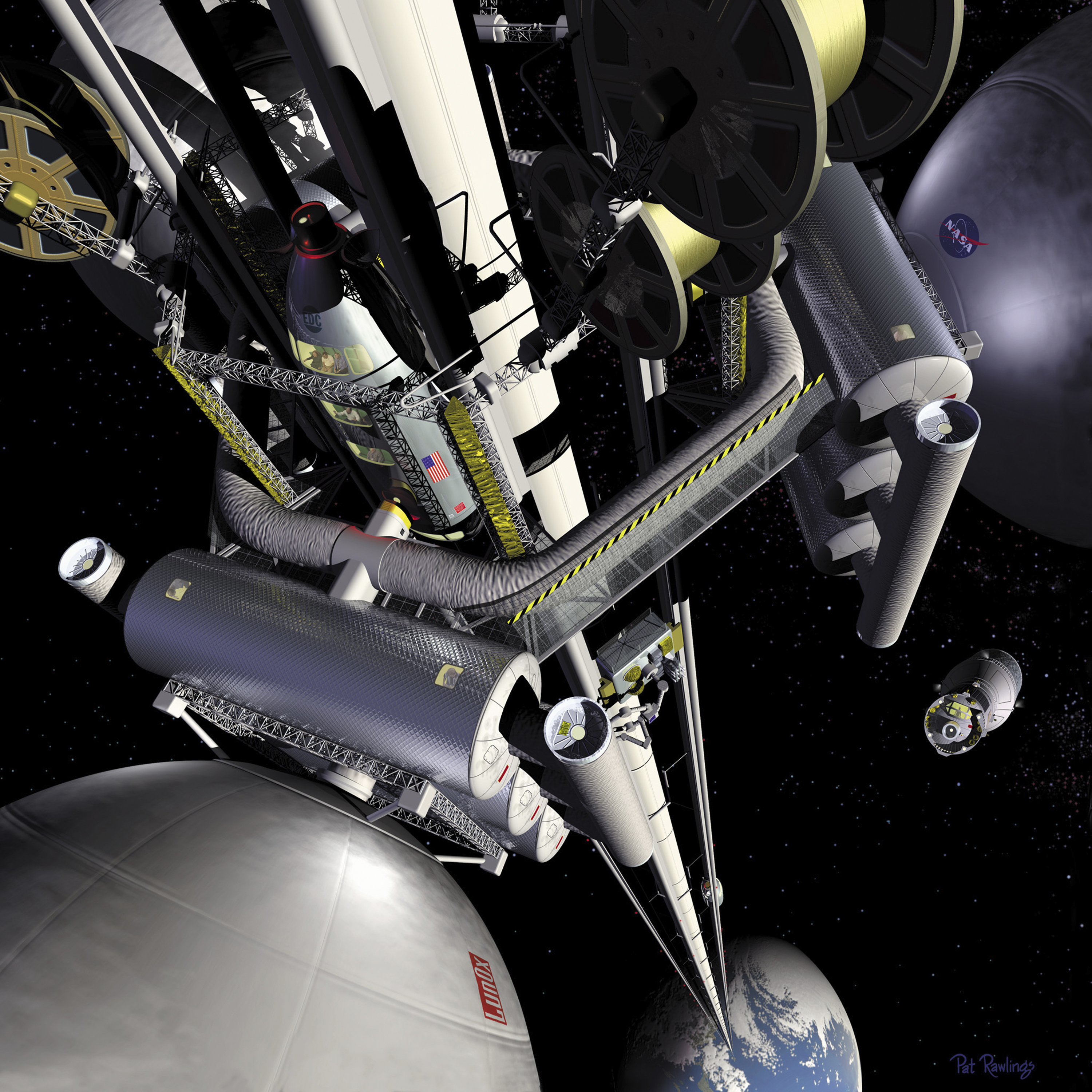
Ein Weltraumliftkonzept

Ein weiterer Vorschlag ist der eines Weltraumliftes, einer Art Aufzug, welcher, am Erdboden beginnend, aus der Erdatmosphäre heraus bis in den Weltraum führen soll. Nachdem im Jahr 1895 das (nach heutiger Auffassung technisch unmögliche) Errichten eines Turmes (engl. space fountain) bis in den Weltraum vorgeschlagen war, wurde die 1957 zum Weltraumlift (engl. space elevator) abgewandelte Idee in den letzten Jahren wissenschaftlich zahlreich betrachtet. Das Konzept beinhaltet in heutigen Ausführungen ein festes Seil, das auf der Erdoberfläche verankert würde und an dessen anderem Ende ein Gewicht knapp oberhalb der geostationären Umlaufbahn hinge, wobei die Zentripetalkraft das Seil strammzöge und einen daran auf- und abfahrenden Aufzug ermöglichen sollte. Ein zentrales Problem ist die Festigkeit des Seiles – die Festigkeitswerte konnten jedoch in letzter Zeit deutlich verbessert werden. Beispielsweise Graphen oder Kohlenstoffnanoröhren erreichen die notwendigen Festigkeitswerte.
- {\displaystyle I_{\mathrm {sp} }}: unendlich
- Schub: unbekannt

#### Elektromagnetisches Katapult
Verwendung: Start (E)

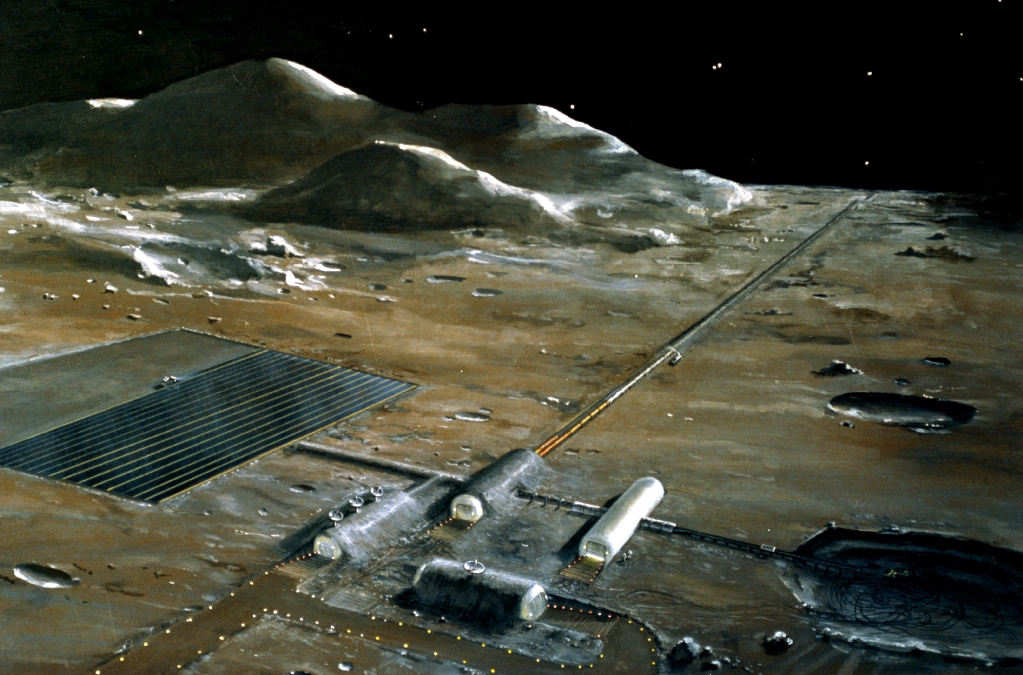
Eine künstlerische Umsetzung der Idee eines elektromagnetischen Katapultes (NASA)

Es gibt einen wissenschaftlichen Vorschlag für ein elektromagnetisches Katapult (engl. mass driver). Ein solches elektromagnetisches Katapult kann nach dem Prinzip einer Coilgun oder Railgun im größeren Maßstab funktionieren: Das abzuschießende Objekt wird auf einer Startvorrichtung, beispielsweise einer Schienenform, befestigt, und darauf beschleunigt, bis es am Ende der Vorrichtung zum freien Flug kommt. Alternativ kann auch ein Magnetschwebebahn-Verfahren zum Einsatz kommen, wie beim Massentreiber. Ein elektromagnetisches Katapult auf der Mondoberfläche kann zum Beispiel mehr als die Hälfte der Energie für Satelliten und Raumfahrzeuge aufbringen, um diese in eine Mondumlaufbahn zu befördern. Die ESA untersucht ein System mit einem Raketenschlitten als Starthilfe für Hopper.
- {\displaystyle I_{\mathrm {sp} }}: unendlich
- Schub: 100–10.000 kN

#### Magnetsegel
Verwendung: Antrieb (E)

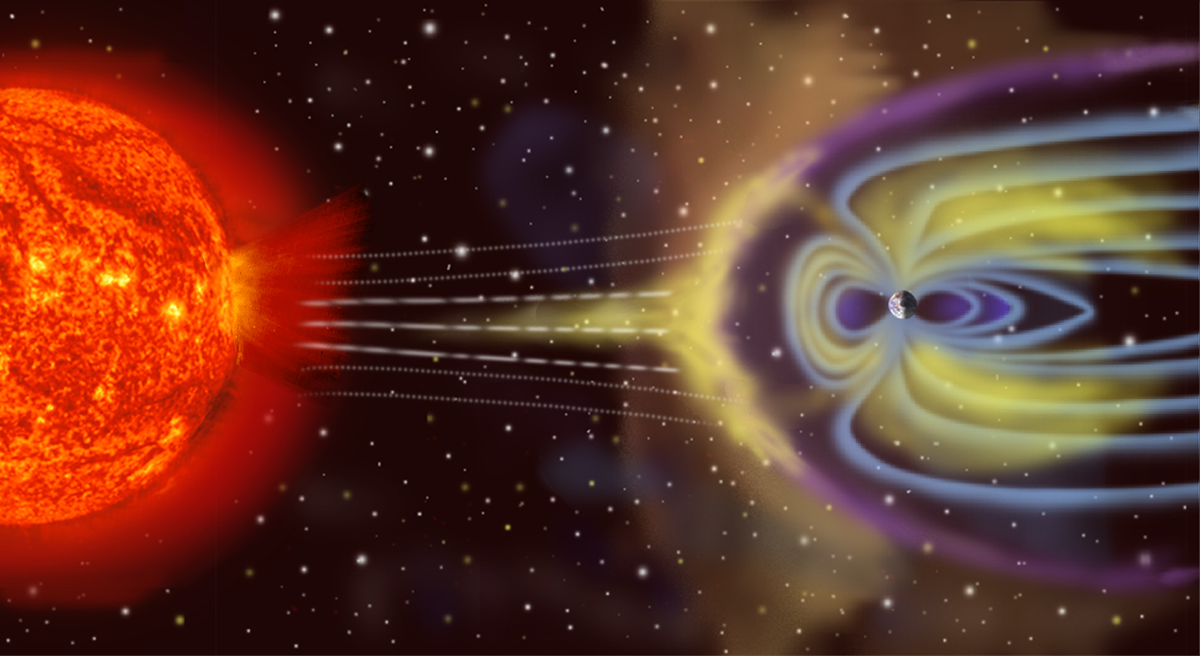
Die Magnetosphäre der Erde lenkt die geladenen Partikel des Sonnenwindes ab

Bei Magnetsegeln werden magnetische Felder erzeugt, um die geladenen Partikel des Sonnenwindes abzulenken, um ein Raumfahrzeug anzutreiben. Es kann sich dabei sowohl um ein statisches magnetisches Feld, das beispielsweise durch einen fest am Raumfahrzeug installierten Supraleiter erzeugt werden kann, als auch um den Magnus-Effekt nach dem Prinzip des Flettner-Rotors nutzende bewegliche Anordnungen eines oder mehrerer Magnete handeln. Auch per Leistungselektronik geschaltete dynamische Konfigurationen sind vorstellbar. Mit einem Magnetsegel ist es auch möglich, sich von der Magnetosphäre eines Planeten anziehen oder abstoßen zu lassen. Ebenso ist es möglich, Ströme in das aufgefangene Plasma einzubringen, um das Magnetfeld zu verformen und zu verstärken. Dieser Ansatz wird M2P2 (Mini-Magnetospheric Plasma Propulsion) genannt. Ein weiterer Ansatz besteht darin, einen Plasmastrahl auf das Raumfahrzeug zu schießen. Dieser Ansatz ähnelt dem Laser-Materie-Segel und wird MagBeam genannt.
- {\displaystyle I_{\mathrm {sp} }}: unendlich
- Schub: 70 N bei 30 Wb @ 1 AE[25]

#### Materiesegel
Verwendung: Antrieb (T)
Ein Materie-Strahler, z. B. ein Teilchen-Linearbeschleuniger, ruht auf einer großen Masse (Mond, Asteroid). Von hier aus zielt ein gut gebündelter Teilchenstrahl auf das Materiesegel des Raumschiffes und beschleunigt dieses dadurch. Da die Geschwindigkeit des Teilchenstrahls an die Geschwindigkeit des Raumschiffs angepasst werden kann (maximale Impulsübertragung), ist die Energieeffizienz wesentlich höher als beim Lasersegel. Zudem kann ein Teil des Materiestroms vom Raumschiff aufgefangen werden. Das Raumschiff kann mit leeren „Treibstofftanks“ starten und füllt diese während der Beschleunigung. Am Zielort angelangt, könnte es mit diesem aufgesammelten Treibstoff bremsen.
- {\displaystyle I_{\mathrm {sp} }}: unendlich
- Schub: 1–1000 mN